# THE BEST (CHAGE and ASKAのアルバム)
『THE BEST』（ザ・ベスト）は、CHAGE and ASKAのベスト・アルバム。2004年1月13日に韓国のみで発売された。発売元はユニバーサルミュージック。

## 解説
韓国での日本文化の第4次開放（2004年1月1日）を受けて、韓国内で発売されたベスト・アルバム。
CDケースの帯には日本語と韓国語で「文化開放記念アルバム『待たせたね』」と書かれている。
ブックレットに書かれている歌詞は日本語だが、韓国語訳が書かれた別紙が封入されている。
初回限定盤にはCDケース大の手帳が付いており、CDケースと手帳を一緒にスリーブケースに収められる仕様となっている。

## 収録曲
| #         | タイトル                           | 作詞            | 作曲      | 編曲              | 時間  |
| --------- | ---------------------------------- | --------------- | --------- | ----------------- | ----- |
| 1.        | 「SAY YES」                        | ASKA            | ASKA      | 十川知司          | 4:44  |
| 2.        | 「WALK」                           | ASKA            | ASKA      | ASKA、BLACK EYES  | 6:00  |
| 3.        | 「LOVE SONG」                      | ASKA            | ASKA      | ASKA、十川知司    | 5:37  |
| 4.        | 「PRIDE」                          | ASKA            | ASKA      | 澤近泰輔          | 5:37  |
| 5.        | 「太陽と埃の中で」                 | ASKA            | ASKA      | ASKA、Jess Bailey | 5:42  |
| 6.        | 「僕はこの瞳で嘘をつく」           | ASKA            | ASKA      | 十川知司          | 5:23  |
| 7.        | 「no no darlin'」                  | ASKA            | ASKA      | ASKA、Jess Bailey | 5:08  |
| 8.        | 「YAH YAH YAH」                    | ASKA            | ASKA      | ASKA、十川知司    | 4:54  |
| 9.        | 「On Your Mark」                   | ASKA            | ASKA      | 澤近泰輔          | 6:40  |
| 10.       | 「HEART」                          | ASKA            | ASKA      | 十川知司          | 6:11  |
| 11.       | 「NとLの野球帽」                   | CHAGE           | CHAGE     | 重実徹            | 6:06  |
| 12.       | 「no doubt」                       | ASKA            | ASKA      | 松本晃彦          | 4:43  |
| 13.       | 「終章（エピローグ）〜追想の主題」 | CHAGE、田北憲次 | CHAGE     | 瀬尾一三          | 5:35  |
| 合計時間: | 合計時間:                          | 合計時間:       | 合計時間: | 合計時間:         | 72:20 |

## 楽曲解説
1. SAY YES
1991年発売の27枚目シングル。
2. WALK
1989年3月8日発売の23枚目シングル。
本作に収録されているのは、1992年発売のベストアルバム『SUPER BEST II』に収録されているヴァージョン。
3. LOVE SONG
1989年6月21日発売の24枚目シングル。
4. PRIDE
1989年8月25日発売の12枚目アルバム『PRIDE』収録曲。
5. 太陽と埃の中で
1991年1月30日発売の26枚目シングル。
6. 僕はこの瞳で嘘をつく
1991年11月21日発売の28枚目シングル。
7. no no darlin'
1992年10月10日発売の30枚目シングル。
8. YAH YAH YAH
1993年3月3日発売の31枚目シングル「YAH YAH YAH/夢の番人」収録曲。
9. On Your Mark
1994年8月3日発売の35枚目シングル「HEART/NATURAL/On Your Mark」収録曲。
10. HEART
1994年8月3日発売の35枚目シングル「HEART/NATURAL/On Your Mark」収録曲。
11. NとLの野球帽
1996年2月19日発売の38枚目シングル「river」のカップリング曲。
12. no doubt
1999年8月25日発売の19枚目アルバム『NO DOUBT』収録曲。
13. 終章（エピローグ）〜追想の主題
1980年4月25日発売の1枚目アルバム『風舞』収録曲。